# Brandenburgischer Baukulturpreis

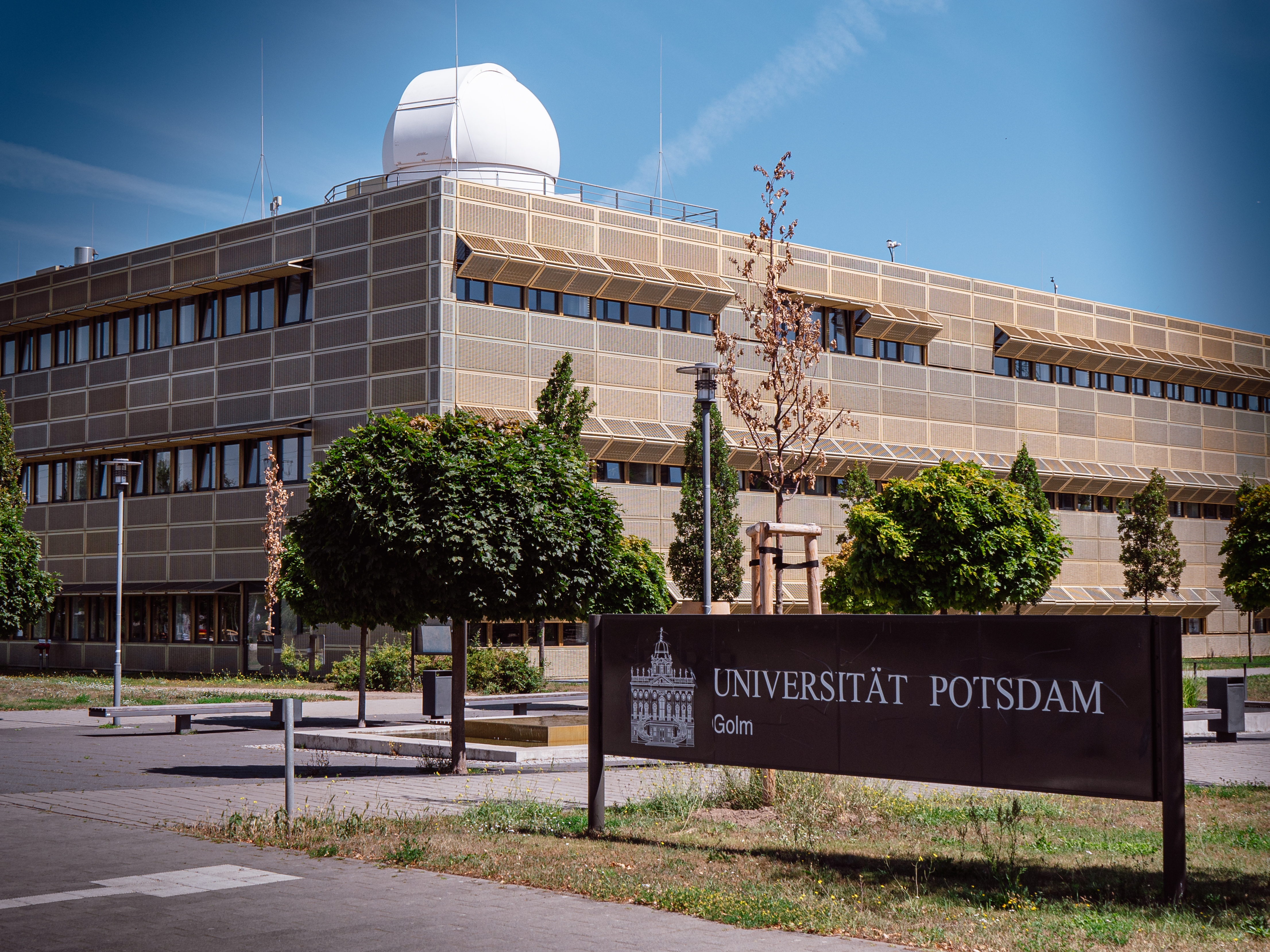
Institut für Physik und Astronomie Potsdam (Preisträger 2009)

Der Brandenburgische Baukulturpreis ist ein deutscher Architekturpreis im Land Brandenburg. Seit 2009 loben die Architektenkammer und die Ingenieurkammer Brandenburgs gemeinsam alle zwei Jahre diesen Preis aus. Ausgezeichnet werden gelungene Gebäude und Ensembles, Ingenieurbauten und Landschaftsgestaltungen, die mit ihrer Entstehungsgeschichte und ihrem Verhältnis zur Umgebung baukulturelle Werte beispielhaft verkörpern. Der Brandenburgische Infrastrukturminister ist Schirmherr.
Der Preis ist mit insgesamt 21.000 Euro dotiert. 2009 und 2011 wurden Preise in verschiedenen Kategorien vergeben. Seit 2013 gibt es einen Hauptpreis und zusätzliche Sonderpreise.

## Preisträger (Hauptpreise)
(In Klammern Bauherr und Architekt)
- 2009[4]
  - Neubau: Institut für Physik und Astronomie Potsdam (Brandenburgischer Landesbetrieb für Liegenschaften und Bauen; Böge Lindner Architekten)
  - Bauen im Bestand und Denkmalpflege:
    - Bibliothek im Bahnhof Luckenwalde (Stadt Luckenwalde; Berlin ARGE WFF – Wronna, Feldhusen, Fleckenstein)
    - Haus Vilmar (Florian und Katharina Höll; Müller-Stüler und Höll Architekten)

  - Ingenieurbau und Infrastruktur: Brücke in Rosengarten (Stadt Frankfurt (Oder); Henry Ripke Architekten)
  - Städtebau, Freiraumplanung und Landschaftsarchitektur: Uferpromenade Rheinsberg (Stadt Rheinsberg; BW & P Landschaftsarchitekten)
- 2011[2][5]
  - Neubau: Haus in Märkisch Buchholz (Architekturbüro Birgit Wessendorf; Michael Wessendorf)
  - Neubau Sozial- und Gewerbebau: Leibniz-Institut für Astrophysik Potsdam (BHBVT Gesellschaft von Architekten; Leibniz-Institut für Astrophysik Potsdam)
  - Umbau: „Aktivist“ Eisenhüttenstadt (Ingenieurbüro Hoch- und Tiefbau eG Architekten und Ingenieure; Eisenhüttenstädter Wohnungsbaugenossenschaft)
  - Infrastruktur: Lange Brücke Potsdam (ARGE Klähne Ingenieure + Henry Ripke Architekten; Landeshauptstadt Potsdam)
- 2013 – Bibliothek im Kontor (Stadt Wittstock/Dosse; Architektin Bärbel Kannenberg)
- 2015 – Kita Kinderland Wittstock (Stadt Wittstock/Dosse; Architekt Timm Kleyer)[6]
- 2017 – Gemeindehaus Finsterwalde (Evangelische Kirchengemeinde Trinitatis Finsterwalde; Habermann Architektur- und Ingenieurgesellschaft)[3][7]
- 2019 – Instandsetzung und Umbau einer Gruppe von Kleinsthäusern in Kyritz (Stadt Kyritz; Kannenberg & Kannenberg)[8][9]
- 2021 – Amtsgericht Königs Wusterhausen (Brandenburgischer Landesbetrieb für Liegenschaften und Bauen; Architekten Abelmann, Vielain, Pock)[10][11]
- 2023 – Kulturweberei Finsterwalde (Stadt Finsterwalde; Habermann Architektur- und Ingenieurgesellschaft)[12][13]